# Krissy Moehl
Krissy Moehl, née Kristin Moehl est une athlète américaine née le 28 octobre 1977 à Bow, dans l'État de Washington. Spécialiste de l'ultra-trail, elle a notamment remporté l'Ultra-Trail du Mont-Blanc en 2003 et 2009, la Wasatch Front 100 Mile Endurance Run en 2004, la Vermont 100 Mile Endurance Run en 2005 la Leona Divide 50 Mile en 2006, 2007 et 2009, Hardrock 100 en 2007, San Diego 100 en 2011 et l'Ultra-Trail Mt.Fuji en 2013. Un temps mariée au coureur Brian Sybrowsky, elle a également couru sous son nom.

## Résultats
| no  | féminin            | Course                                | Pays           | Longueur | Départ            | Temps            |
| --- | ------------------ | ------------------------------------- | -------------- | -------- | ----------------- | ---------------- |
| 15e | Médaille d'or      | Chuckanut 50K                         | États-Unis     | 50 km    | 18 mars 2003      | 5 h 03 min 41 s  |
| 18e | Médaille d'or      | Mountain Masochist                    | États-Unis     | 80 km    | 20 octobre 2001   | 8 h 54 min 12 s  |
| 12e | Médaille d'or      | Chuckanut 50K                         | États-Unis     | 50 km    | 16 mars 2002      | 4 h 49 min 13 s  |
| 12e | Médaille d'or      | Promise Land 50K                      | États-Unis     | 50 km    | 27 avril 2002     | 5 h 27 min 36 s  |
| 27e | Médaille de bronze | White River 50 Mile                   | États-Unis     | 80 km    | 27 juillet 2002   | 8 h 22 min 44 s  |
| 10e | Médaille d'or      | Diez Vista 50K                        | États-Unis     | 50 km    | 12 avril 2003     | 5 h 11 min 54 s  |
| 24e | Médaille d'or      | Ultra-Trail du Mont-Blanc             |                | 150 km   | 29 août 2003      | 29 h 38 min 24 s |
| 7e  | Médaille d'or      | Wasatch Front 100 Mile                | États-Unis     | 161 km   | 11 septembre 2004 | 23 h 49 min 47 s |
| 3e  | Médaille d'or      | Baker Lake 50K                        | États-Unis     | 50 km    | 2 octobre 2004    | 4 h 40 min 20 s  |
| 3e  | Médaille d'or      | Addo Elephant 100 Mile                | États-Unis     | 161 km   | 23 avril 2005     | 20 h 36 min 00 s |
| 36e | 4e                 | Western States 100-Mile Endurance Run | États-Unis     | 161 km   | 25 juin 2005      | 20 h 53 min 05 s |
| 8e  | Médaille d'or      | Vermont 100 Mile Endurance Run        | États-Unis     | 161 km   | 16 juillet 2005   | 18 h 41 min 15 s |
| 13e | Médaille d'argent  | Leadville Trail 100                   | États-Unis     | 161 km   | 20 août 2005      | 22 h 03 min 03 s |
| 1re | Médaille d'or      | Where's Waldo 100K Ultramarathon      | États-Unis     | 100 km   | 19 août 2006      | 11 h 18 min 33 s |
| 5e  | Médaille d'or      | Hellgate 100 km                       | États-Unis     | 100 km   | 9 décembre 2006   | 13 h 01 min 14 s |
| 3e  | Médaille d'or      | Hardrock 100                          | États-Unis     | 161 km   | 14 juillet 2007   | 29 h 24 min 45 s |
| 13e | Médaille d'argent  | Western States 100-Mile Endurance Run | États-Unis     | 161 km   | 27 juin 2009      | 19 h 26 min 02 s |
| 11e | Médaille d'or      | Ultra-Trail du Mont-Blanc             |                | 166 km   | 28 août 2009      | 24 h 56 min 01 s |
| 26e | 4e                 | Western States 100-Mile Endurance Run | États-Unis     | 161 km   | 24 juin 2012      | 18 h 29 min 15 s |
| 36e | 4e                 | Hardrock 100                          | États-Unis     | 161 km   | 13 juillet 2012   | 36 h 36 min 00 s |
| 18e | Médaille d'or      | Otter African Trail Run - Retto       | Afrique du Sud | 42 km    | 13 octobre 2012   | 5 h 24 min 59 s  |
| 25e | Médaille d'or      | Ultra-Trail Mt.Fuji                   | Japon          | 161 km   | 26 avril 2013     | 24 h 35 min 45 s |